# Osor (Mali Lošinj)
Pour les articles homonymes, voir Osor.
Osor (Ossero en italien) est une localité de Croatie située à cheval sur l'île de Cres et l'île de Lošinj, séparées par un étroit canal navigable creusé à l'époque romaine. En 2001, la localité comptait 73 habitants.

## Géographie
Autrefois réunies, les îles de Cres et Lošinj sont aujourd'hui séparées par un canal et reliée par un pont à Osor. Le territoire de la localité est séparé entre les municipalités de Cres et de Mali Lošinj.
Comme l'ensemble de l'île de Cres, Osor est peu peuplé (densité de 3 habitants par kilomètre carré).

## Histoire
Les premiers établissements sur le site remontent à l'époque préhistorique. À l'époque romaine, Osor, alors appelé Apsoros, était un port de commerce sur les routes maritimes de l'Adriatique. Après la chute de l'Empire romain, Osor passa à l'Empire byzantin et fut le siège d'un archidiocèse à partir du VIe siècle. En 841, la ville fut brûlée lors d'un raid sarrasin. La localité fut ensuite successivement vénitienne jusqu'en 1798, autrichienne jusqu'en 1918, italienne jusqu'en 1943, yougoslave puis croate depuis 1991.
Aujourd'hui, Osor est un point de passage dont l'activité est principalement touristique.
Des sculptures d'Ivan Meštrović parsèment le village.

## Patrimoine
D'après les fouilles archéologiques entreprises entre 2006 et 2017 dans les ruines du monastère de Saint Pierre d'Osor, celui-ci daterait du XIe siècle. Ce monastère succède à une église et un mausolée antérieurs aux années 800.

## Démographie
| 1948 | 1953 | 1961 | 1971 | 1981 | 1991 | 2001 |
| ---- | ---- | ---- | ---- | ---- | ---- | ---- |
| 219  | 148  | 97   | 98   | 70   | 80   | 73   |